# Planten un Blomen
Planten un Blomen (Nederlands: Planten en Bloemen) is een 47 hectare groot parkgebied in de binnenstad van Hamburg. De naam van het park is in het Nederduits. Het parkgebied bestaat uit drie delen: De Wallanlagen, het Wallringpark en de Alte Botanische garten. Het park heeft zowel cultuurhistorische als natuurhistorische elementen. Er bevinden zich naast bijzondere planten meerdere monumenten in het park.
Het oudste deel van het park stamt uit 1821, toen de Duitse botanicus Johann Georg Christian Lehmann nabij de oude ommuring van de stad de eerste plataan plantte. Deze is te vinden in de nabijheid van de oude stadspoort Dammtor. Dicht bij deze poort zijn onder andere een kas met tropische planten en het congrescentrum van Hamburg te vinden. De plataan is een van de natuurlijke blikvangers van het park en staat er symbool voor. Het park werd gesticht als botanische tuin en een deel van het park staat ook bekend als de Alte Botanische Garten. De nieuwere Botanische Tuin van Hamburg ligt in een buitenwijk van de stad. In Planten un Blomen bevinden zich ook diverse tuinen en een standbeeld van Keizer Wilhelm I van Duitsland. Tevens zijn er delen van de ommuring van de stad in het park gelegen, zoals een bastion. Verder maakt ook een Japanse tuin onderdeel uit van dit parkgebied, net als een watercascade en een rosarium.
In het meest westelijk gelegen deel van het park staat het Museum für Hamburgische Geschichte, het historische museum van de stad Hamburg.

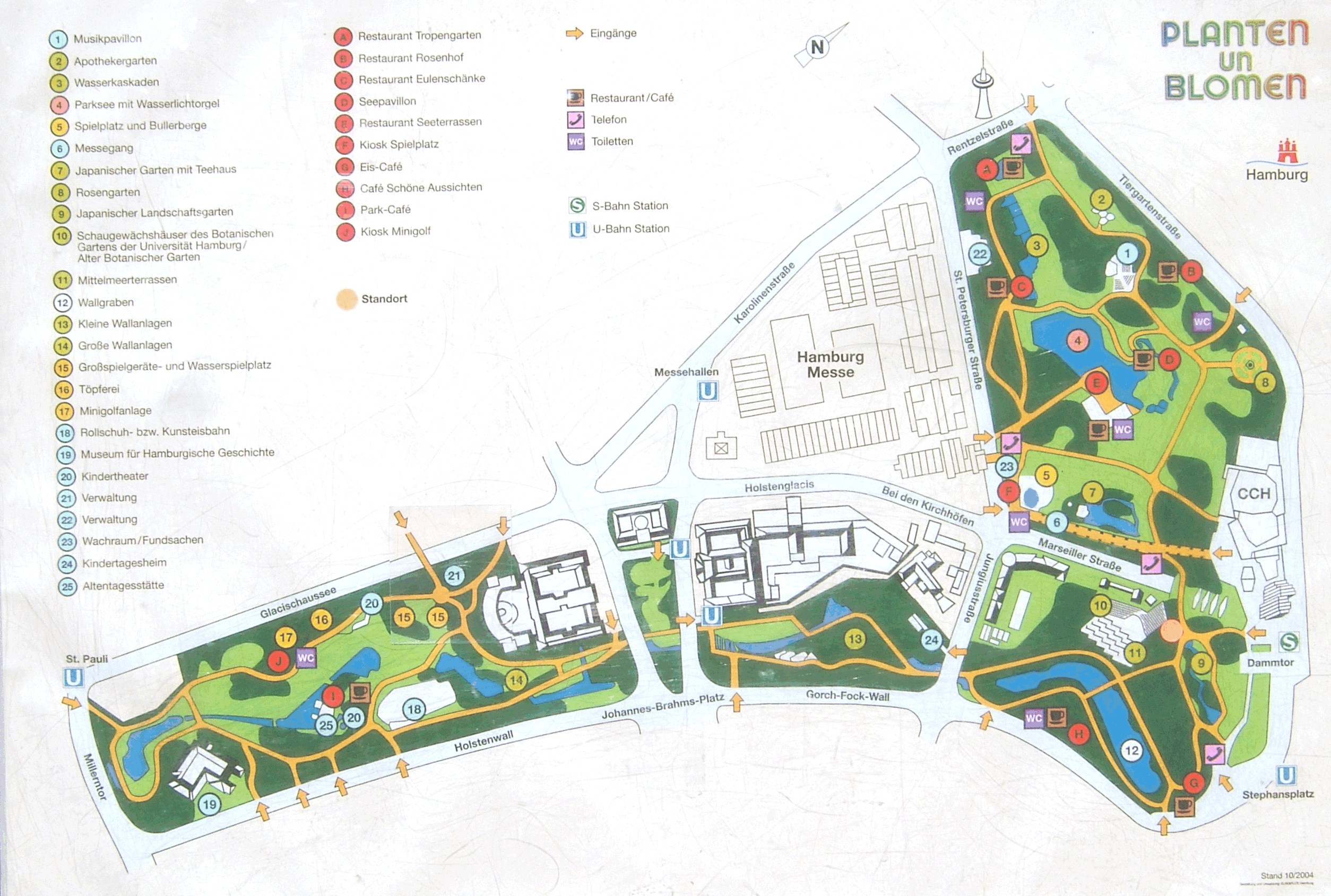
Ter plaatse aanwezige plattegrond van het park
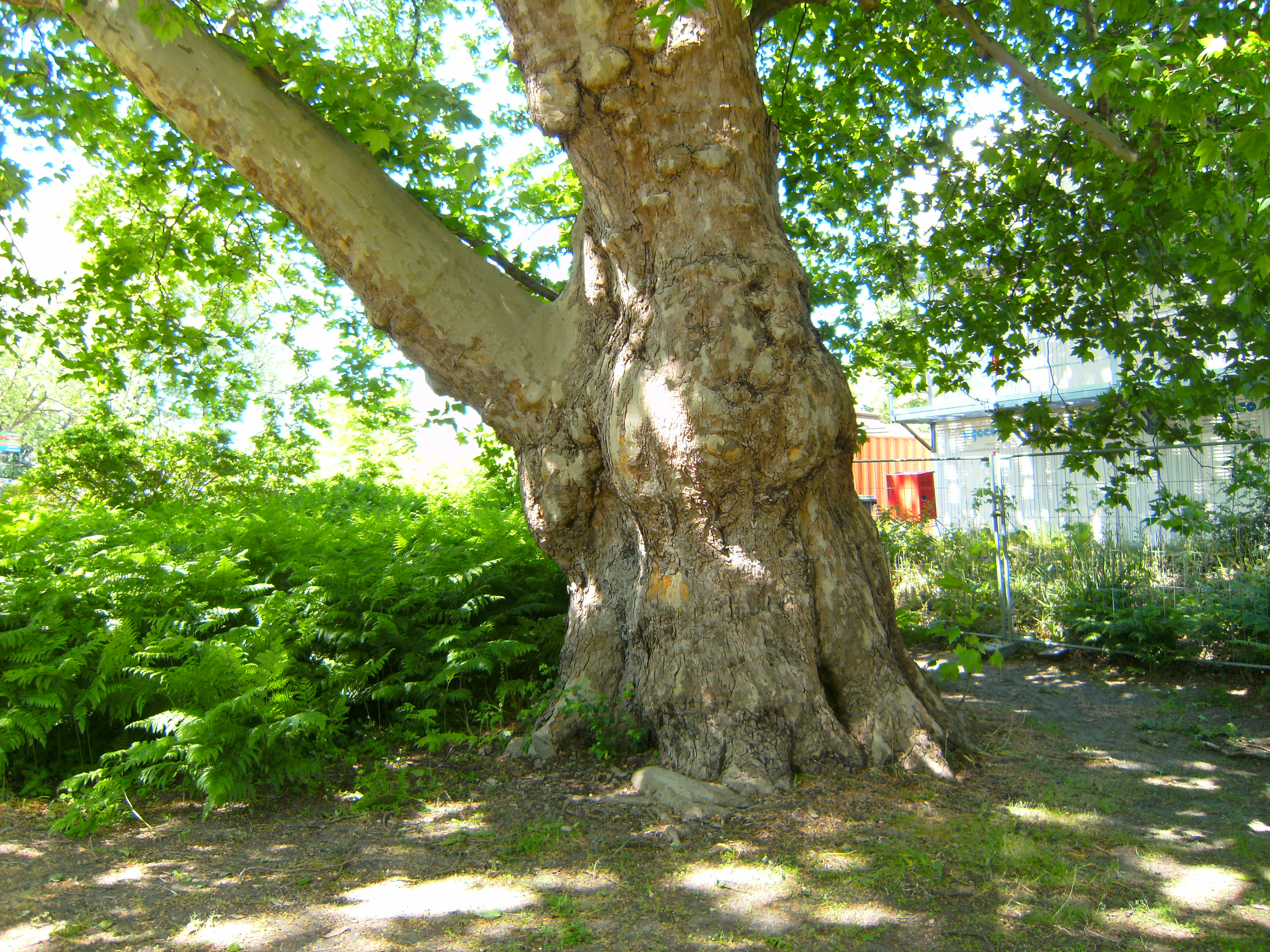
De eerste plataan die door Lehmann geplaatst is
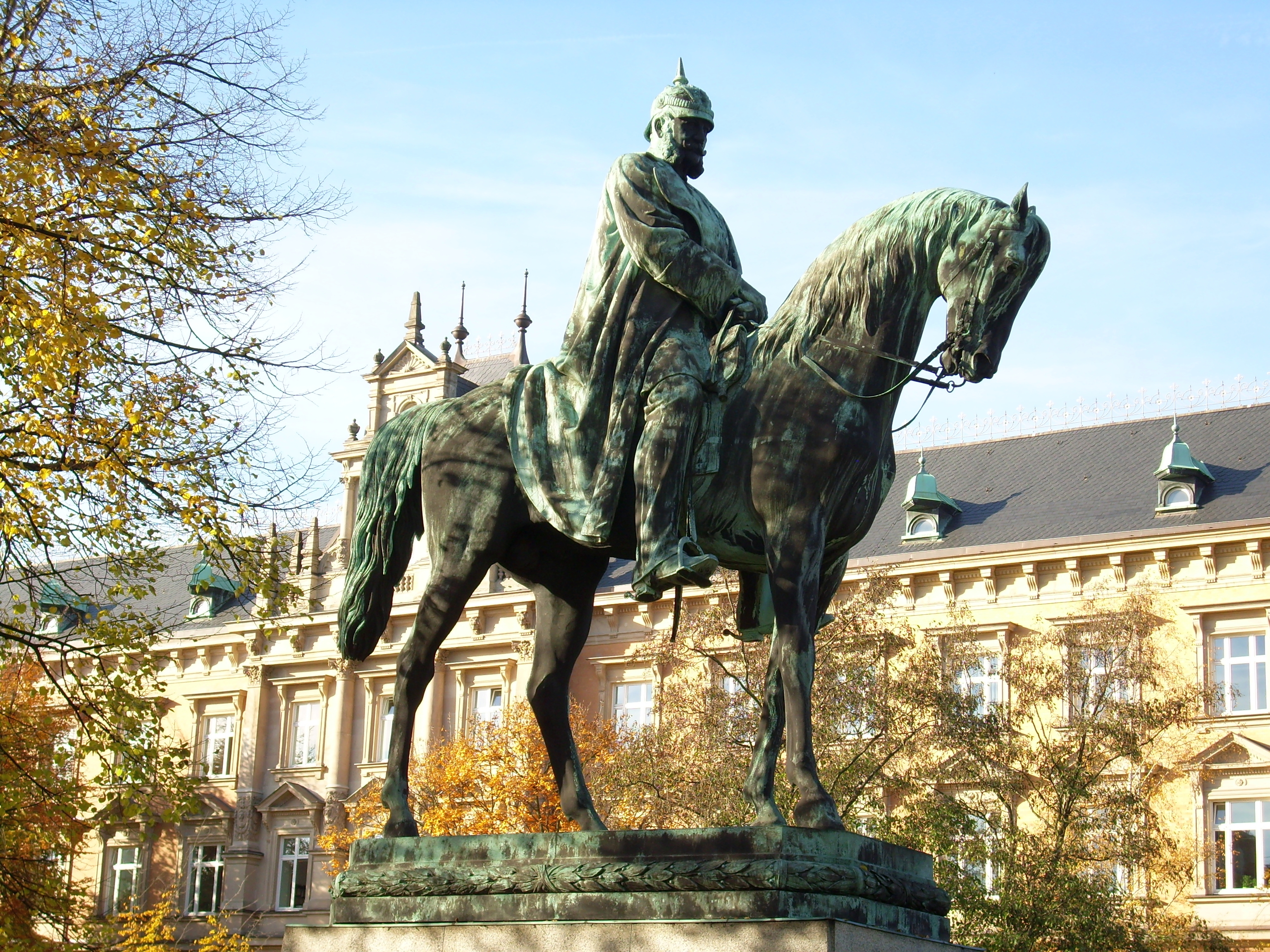
Standbeeld van Keizer Wilhelm I van Duitsland
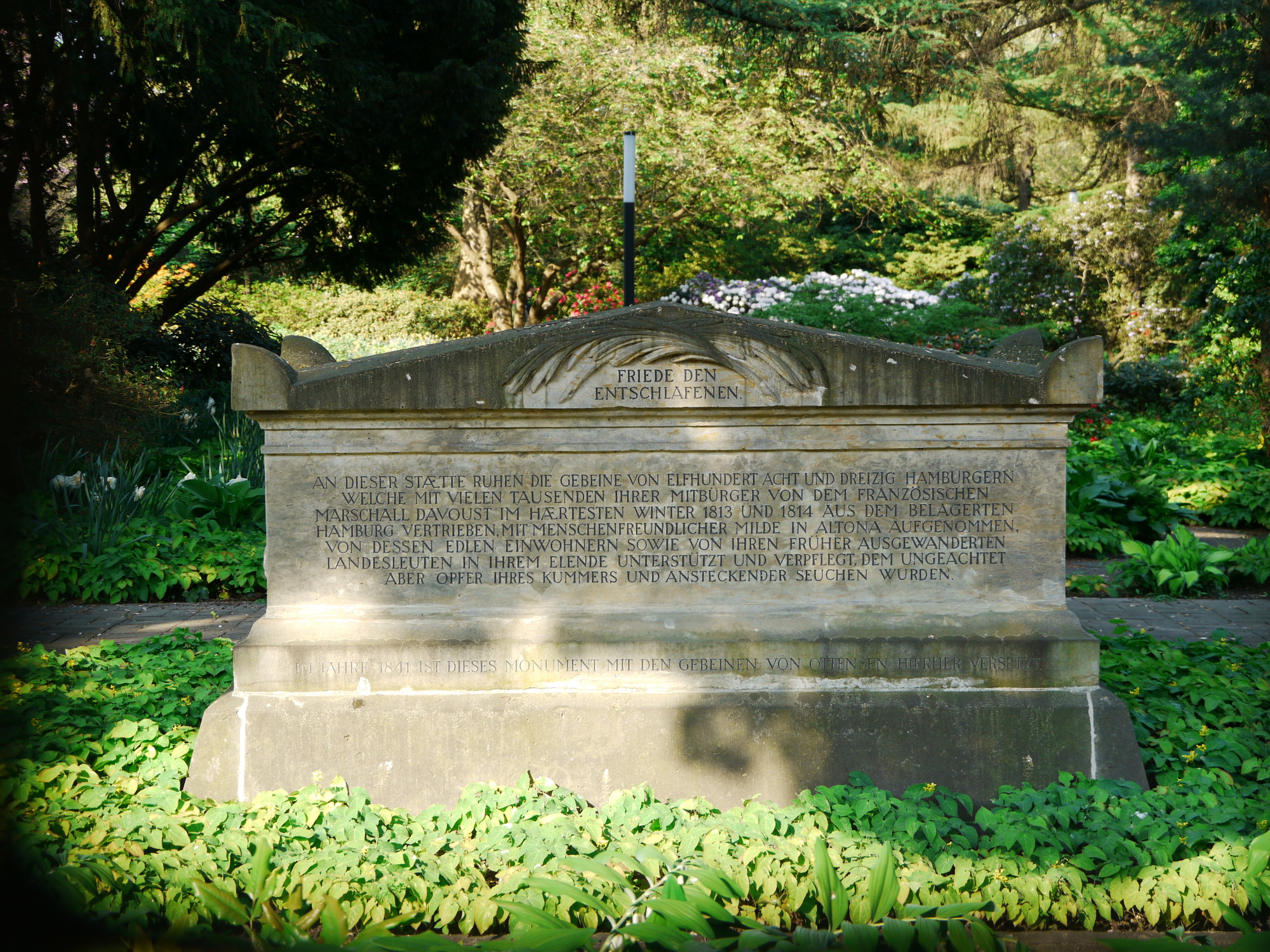
Sacrofaag voor de slachtoffers in Hamburg, die gevallen zijn in de Franse tijd (1813-1814)
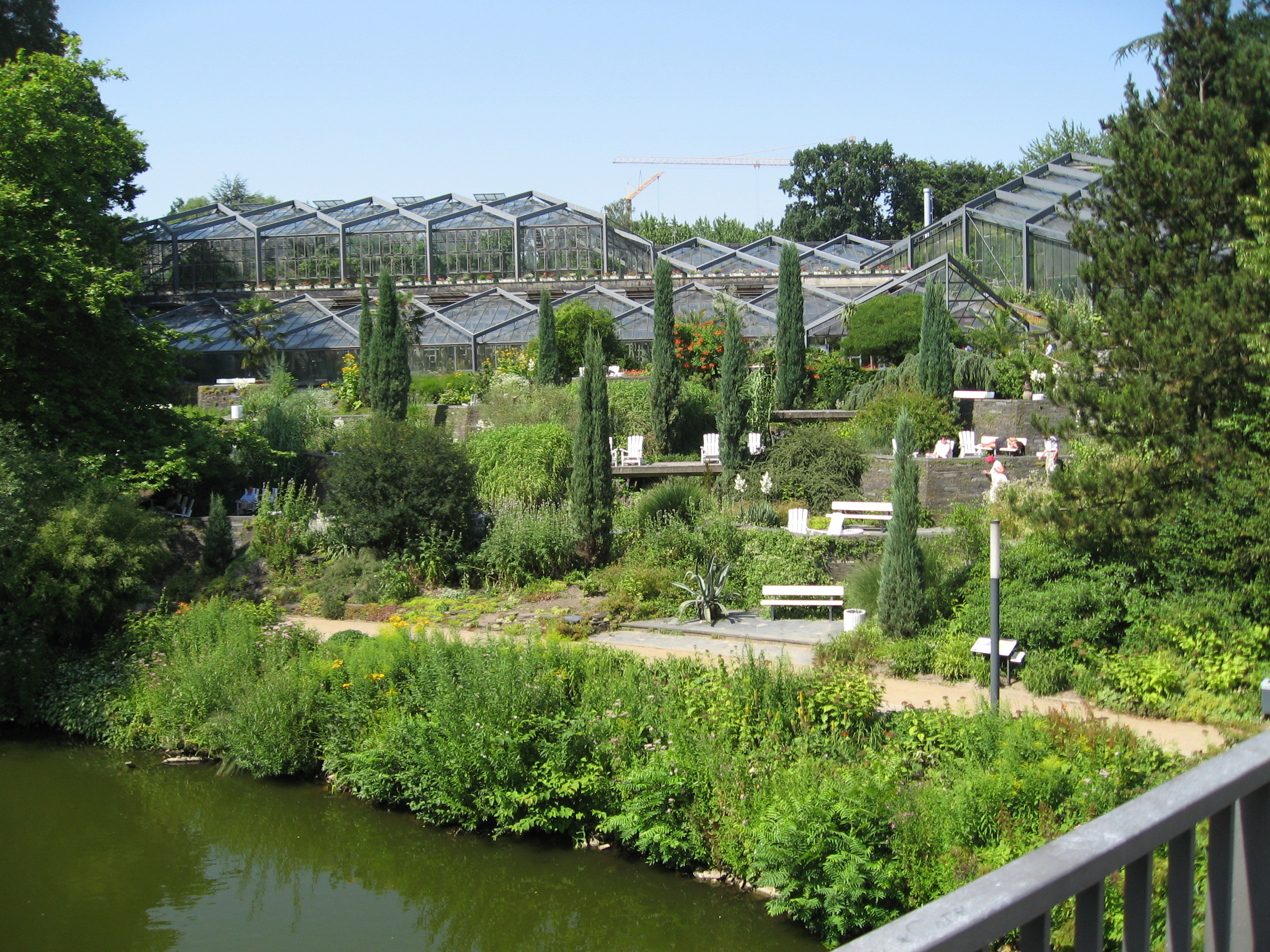
De mediterrane planten op terrassen in het park
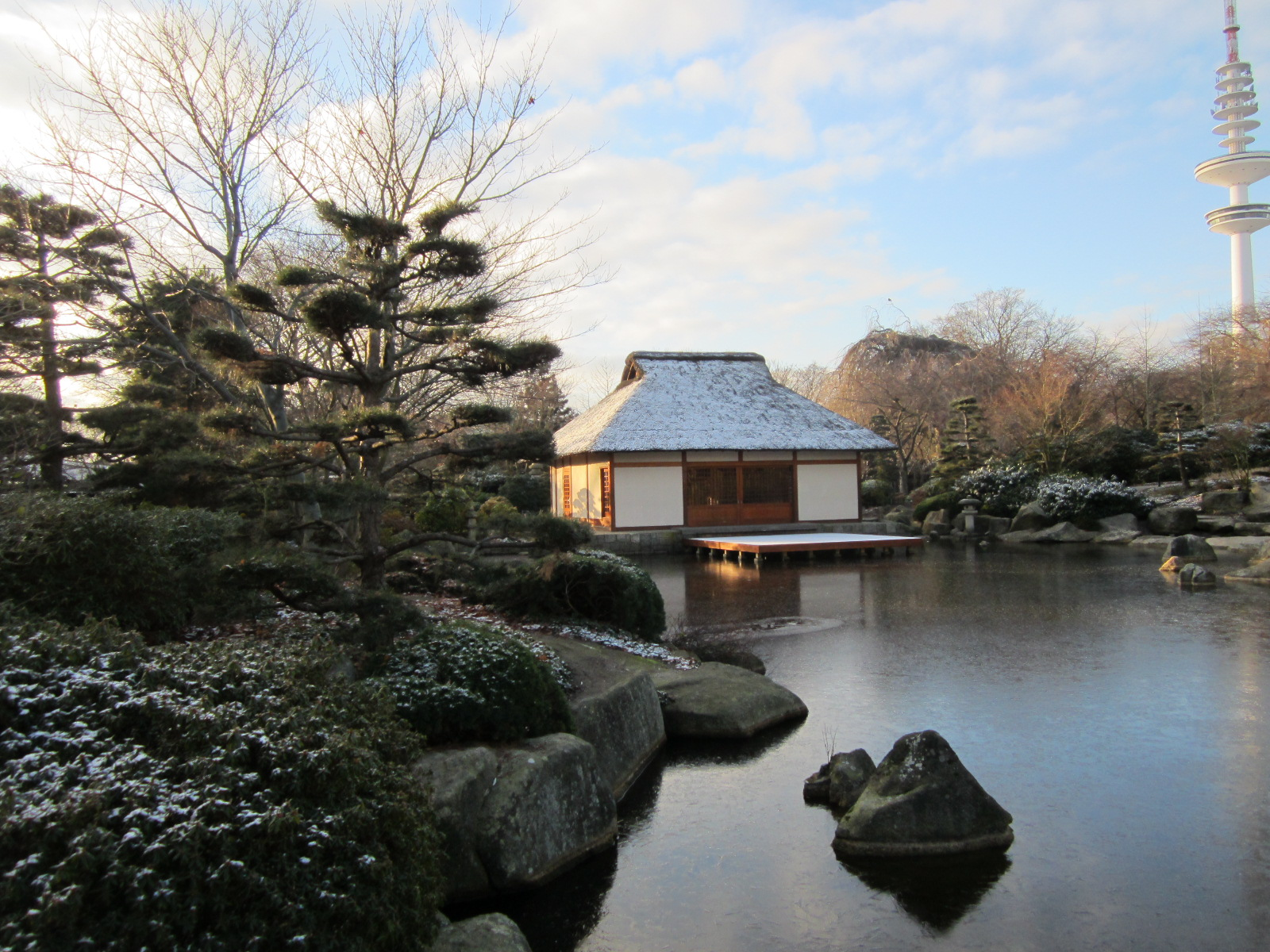
Het Japanse theehuis in de Japanse tuin in het park
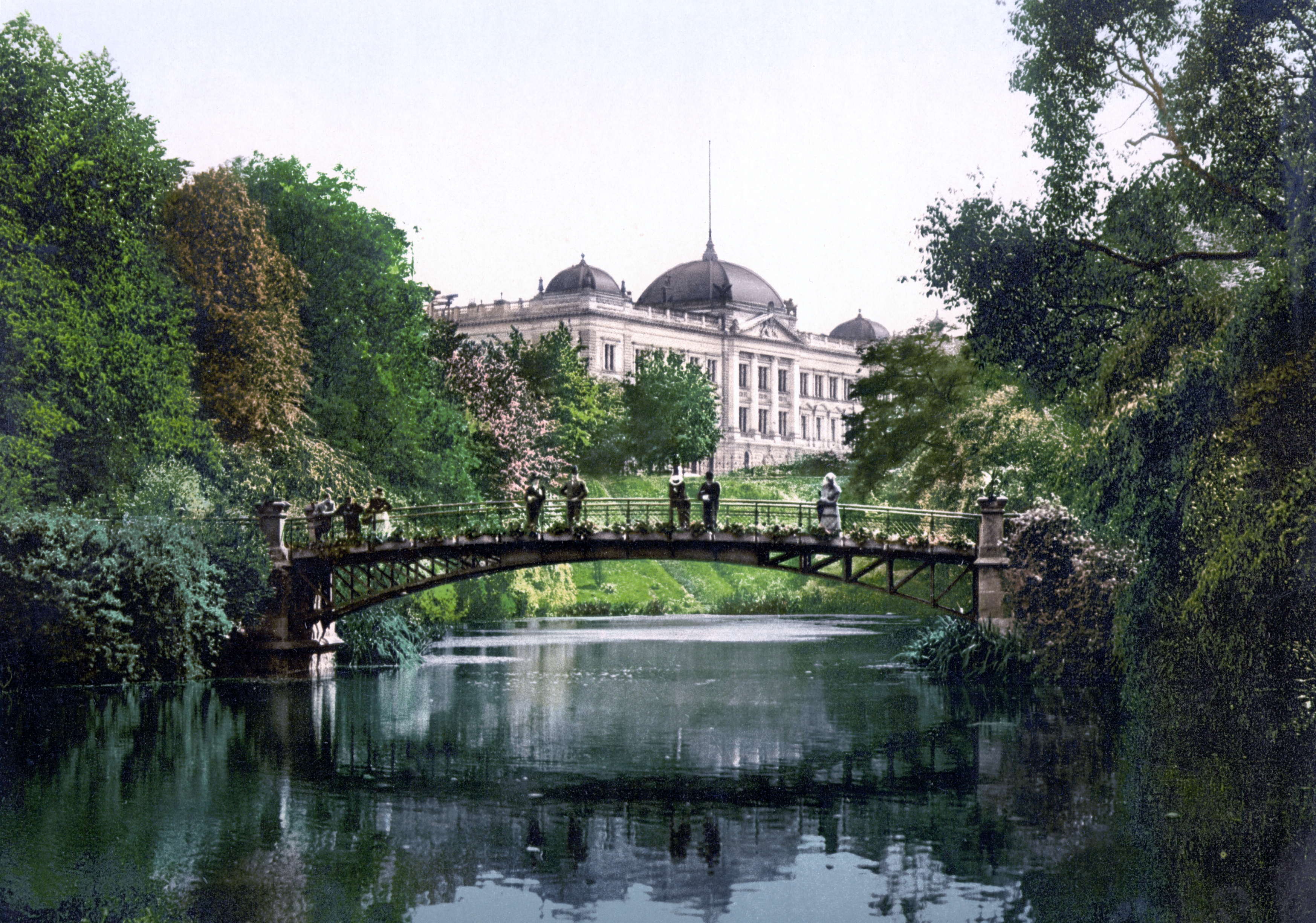
Een deel van de Alte Botanische garten anno 1900